# Elecciones estatales de California de junio de 2008
Las elecciones estatales de California de junio de 2008 fueron hechas el 3 de junio de 2008 en toda California. En las elecciones se incluía dos proposiciones y una revocación electoral para un puesto a un Senador Estatal. Además, todas las primarias californianas para el puesto a la Cámara de Representantes, todos los puestos a la Asamblea Estatal, y también todos los puestos de los asientos impares para el Senado Estatal.

## Proposiciones

### Proposición 98
La proposición 98 hubiera sido una enmienda constitucional que limitaba la expropiación y gradualmente el control de renta.
| Proposición 98             | Proposición 98 | Proposición 98 |
| Sí o no                    | Votos          | Porcentaje     |
| -------------------------- | -------------- | -------------- |
| No                         | 2,677,456      | 58.84%         |
| Sí                         | 1,675,213      | 36.82%         |
| Inválido o votos en blanco | 197,558        | 4.34%          |
| Total                      | 4,550,227      | 100.00%        |
| Total de votantes          | 28.22%         | 28.22%         |

### Proposición 99
La proposición 99 fue una enmienda constitucional que limitaba la expropiación y adquisición por parte del gobierno a las residencias.
| Proposición 99             | Proposición 99 | Proposición 99 |
| Sí o no                    | Votos          | Porcentaje     |
| -------------------------- | -------------- | -------------- |
| Sí                         | 2,678,106      | 58.86%         |
| No                         | 1,644,509      | 36.14%         |
| Inválido o votos en blanco | 227,612        | 5.00%          |
| Total                      | 4,550,227      | 100.00%        |
| Total de votantes          | 28.22%         | 28.22%         |

## Elecciones Estatales de Revocación del Distrito 12 al Senado de California
En respuesta a sus acciones con respecto al presupuesto del estado, se circuló una petición de revocación al Senador Estatal Jeff Denham, un Republicano que representa al Distrito Congresional 12. En la elección de su sucesor era determinada, si la mayoría de los votantes favorecían a la revocación. Al final, la mayoría votó por no y él se quedó en su cargo.
| Elecciones estatales del Distrito 13 al Senado de California de 2008 | Elecciones estatales del Distrito 13 al Senado de California de 2008 | Elecciones estatales del Distrito 13 al Senado de California de 2008 | Elecciones estatales del Distrito 13 al Senado de California de 2008 | Elecciones estatales del Distrito 13 al Senado de California de 2008 |
| Votos a la revocación                                                | Votos a la revocación                                                | Votos a la revocación                                                | Votos                                                                | Porcentaje                                                           |
| -------------------------------------------------------------------- | -------------------------------------------------------------------- | -------------------------------------------------------------------- | -------------------------------------------------------------------- | -------------------------------------------------------------------- |
| No                                                                   | No                                                                   | No                                                                   | 61,309                                                               | 71.68%                                                               |
| Sí                                                                   | Sí                                                                   | Sí                                                                   | 20,043                                                               | 23.43%                                                               |
| Inválido o votos en blanco                                           | Inválido o votos en blanco                                           | Inválido o votos en blanco                                           | 4,183                                                                | 4.89%                                                                |
| Total                                                                | Total                                                                | Total                                                                | 85,535                                                               | 100.00%                                                              |
| Total de votantes                                                    | Total de votantes                                                    | Total de votantes                                                    | 28.44%                                                               | 28.44%                                                               |
|                                                                      |                                                                      |                                                                      |                                                                      |                                                                      |
| Partido                                                              | Partido                                                              | Candidato                                                            | Votos                                                                | Porcentaje                                                           |
|                                                                      | Demócrata                                                            | Simon Salinas                                                        | 30,946                                                               | 36.18%                                                               |
| Inválido o votos en blanco                                           | Inválido o votos en blanco                                           | Inválido o votos en blanco                                           | 54,589                                                               | 63.82%                                                               |
| Total                                                                | Total                                                                | Total                                                                | 85,535                                                               | 100.00%                                                              |
| Total de votantes                                                    | Total de votantes                                                    | Total de votantes                                                    | 28.44%                                                               | 28.44%                                                               |
|                                                                      | Republicano en espera                                                |                                                                      |                                                                      |                                                                      |